# 楽園 (花房観音の小説)
『楽園』（らくえん）は、日本の作家である花房観音による小説。
単行本は、2014年4月10日に中央公論新社より書き下ろしで刊行された。文庫版は、2017年1月19日に中公文庫より刊行された。装画は単行本・文庫版ともに千海博美が手がけている。文庫版の装丁は、albireoが出がけている。
著述家の永江朗は、「遊郭地帯がなくなった後のその土地を描いたところに花房の卓抜さを感じる」「アラフォーという言葉が生き残ったのは、その年齢をめぐる私たちの社会のありかたによるところが大きく、そこを花房は鋭く射貫いている」と評している。フリーライターの門賀美央子は、「本作品は女の人生のリトマス試験紙である。登場人物の誰にシンパシーを感じ、何に反発するかで、嫌でも自分の人生が見えてくる」と評している。著者の花房は、「京都の旧五条楽園を舞台とした、若さを失いつつある女たちの渇望と解放の物語である」と語っている。

## あらすじ

### 序章　禁断の果実
〈私〉は、楽園と呼ばれる暗く古い家で、男と肌を合わせ、男に悦びを与えて生きている。

### 第1章 温井朝乃 47歳
朝乃は、京都駅から徒歩15分ほどのところの高瀬川沿いにある〈楽園ハイツ〉というアパートに住んでいる。〈楽園ハイツ〉の一帯は、かつては〈楽園〉と呼ばれており、男が女を買う遊郭地帯だったという。半年前、みつ子は夫を交通事故で亡くした。しかし、ここ3か月でみつ子は急激に綺麗になった。朝乃は、みつ子が無理に若作りをしているのは、男ができたのに違いない、と考える。朝乃は、パートから帰る途中、河原町五条の交差点でみつ子と会う。立ち話をする中で、みつ子に見下されているように朝乃は感じる。2人で〈楽園ハイツ〉の手前まで来ると、みつ子は林吾を見つけて、彼を下の名前で呼ぶ。しかし、林吾は朝乃に興味を示す……。

### 第2章 唐沢マキ 38歳
マキは、1年半前に〈楽園ハイツ〉に引っ越してきて、今は、阪急河原町駅前にある百円均一ショップを併設しているディスカウントショップで働いている。鉄矢とは、その店で出会い、付き合うようになった。マキは、林吾については、危険な男だと感じている。そして、みつ子が無理な若作りをして変貌を遂げたのは、林吾が関係しているのではないか、と考える。マキは、鉄矢と高瀬川沿いを歩いていたとき、五条通の手前で〈楽園ハイツ〉の大家と出会う……。

### 第3章 寺嶋蘭子 42歳
蘭子は個人病院に勤務している。ある日、蘭子は〈楽園ハイツ〉の外で、みつ子や朝乃に会い、最近のみつ子の変貌ぶりについて思いを巡らせる。蘭子は1人暮らしをしている。恋愛を気軽に楽しんでいる女性がうらやましいと思いながら、そうしたことは誰にも言えずに過ごしている。蘭子は、ひょんなことから、マキが浮気をしているらしいことを知る。昼間、蘭子は美奈から、昨年まで病院の食堂でバイトをしていた綿野が、四条河原町の風俗店で働いているらしいことをきく。蘭子は、〈楽園ハイツ〉の駐輪場で林吾に会い、彼が知人からもらったというコーヒーを飲みながら、彼と話をしているうちに、彼との距離が知人でいくのを感じる……。

### 第4章 和田伊佐子 44歳
伊佐子は当初、幹哉と愛人として付き合っていたが、ある時、2人は結婚した。伊佐子は、30歳から34歳の頃に〈楽園〉で働いていた。〈楽園〉は、高瀬川を挟むように存在した。ある日、伊佐子は、パートが終わって〈楽園ハイツ〉の近所を少し散歩した後に、林吾と会い、店に誘われる。2人で話をする中で、林吾がかつて〈楽園〉に通っていたことを知る。そして林吾は、「身体を売ることは不幸なのではない」と話す。

### 第5章 田中芽以奈 17歳
芽以奈は、父親が亡くなってから、男と寝てお金をもらうようになった。ある日、待ち合わせ場所の平安神宮の鳥居の近くに行くと、義久がいた。彼は少しためらったが、2人はホテルに入った。そして彼は、芽以奈に「この年齢になると、たまに年をとることがすごく怖くなることがある」と語る。芽以奈は、みつ子が林吾に夢中だと気づいている。みつ子が泥酔して帰ってきた日の翌日、芽以奈は林吾の店へ行く。すると、彼は自分の正体を明かす……。

### 第6章 田中みつ子 45歳
みつ子の夫が亡くなって、2か月ほど経った頃に、ある女性がみつ子の家を訪ねてくる。その女性は、夫の元不倫相手だった。みつ子は、夫を亡くして生きる力をなくしていたが、元不倫相手が現れてからは、生きよう、と思うようになったという。そして、みつ子はある決断をする……。

### 最終章 楽園
芽以奈は、ある怖ろしい目に遭うが、大家に助けられる。そして芽以奈は、〈楽園ハイツ〉を離れる。大家と伊佐子は、高瀬川に沿って南へ歩きながら、〈楽園ハイツ〉の住人のことや〈楽園〉のことについていろいろと話し合う……。

## 登場人物
温井朝乃（ぬくい あさの）
〈楽園ハイツ〉の2階の住人。47歳。
義久（よしひさ）
朝乃の夫。
寺嶋蘭子（てらしま らんこ）
朝乃の隣の部屋の住人。薬剤師。42歳。
田中みつ子（たなか みつこ）
〈楽園ハイツ〉の1階の住人。45歳。
田中芽以奈（たなか めいな）
みつ子の娘。17歳。
唐沢マキ（からさわ マキ）
〈楽園ハイツ〉の1階の住人。38歳。
和田伊佐子（わだ いさこ）
〈楽園ハイツ〉の2階の住人。主婦。44歳。
幹哉（みきや）
伊佐子の夫。51歳。
鏡林吾（かがみ りんご）
〈楽園ハイツ〉の管理人であり、1階にある喫茶店のマスターでもある。
小早川鉄矢（こばやかわ てつや）
マキの愛人。
真中美奈（まなか みな）
看護師。蘭子の後輩。37歳。
綿野（わたの）
独身女性。
市野文雄（いちの ふみお）
芽以奈の元恋人。